# Hit Man (2023)
Hit Man (bra: Assassino por Acaso; prt: Assassino Profissional) é um filme estadunidense de 2023, dos gêneros comédia romântica, dirigido por Richard Linklater, e estrelado por Glen Powell e Adria Arjona. O roteiro que Linklater coescreveu ao lado de Powell foi baseado no artigo homônimo de Skip Hollandsworth, publicado na revista Texas Monthly em 2001.
A trama retrata a história de um professor universitário que, ao ser contratado pela polícia de Nova Orleans para trabalhar disfarçado como assassino de aluguel, acaba quebrando os protocolos da missão ao decidir ajudar uma mulher que busca contratá-lo para eliminar seu marido abusivo. A história foi inspirada em um caso real, onde um professor trabalhou como um assassino de aluguel falso para a polícia de Houston no final dos anos 1980 e na década de 1990.
"Hit Man" estreou no 80.º Festival de Cinema de Veneza em 5 de setembro de 2023. Nos Estados Unidos, o filme foi distribuído nos cinemas com um lançamento limitado em 24 de maio de 2024. Em Portugal, a produção foi lançada nos cinemas em 30 de maio de 2024, pela Cinemas NOS. No Brasil, o filme foi distribuído nos cinemas em 12 de junho de 2024, pela Diamond Films. O filme foi aclamado pela crítica especializada.

## Enredo
Gary Johnson (Glen Powell), um tranquilo professor de psicologia e filosofia na Universidade de Nova Orleans, também colabora com o Departamento de Polícia da cidade, ajudando em operações secretas. Quando Jasper (Austin Amelio), um detetive infiltrado que se passa por assassino de aluguel para impedir contratações de tentativas de homicídios, é suspenso por conduta violenta, Gary é relutantemente forçado a assumir essa função.
Gary logo percebe que tem um dom natural para atrair clientes, investigar suspeitos com antecedência e criar uma personalidade diferente para cada situação. Para Madison (Adria Arjona), uma mulher casada e infeliz que quer se livrar do marido abusivo, ele adota o papel de Ron, um homem confiante e carismático. Gary começa a sentir empatia por Madison e também uma certa atração, recusando o pagamento e sugerindo que ela use o dinheiro para recomeçar sua vida. Isso, no entanto, desaponta Jasper e seus colegas de trabalho, Claudette (Retta) e Phil (Sanjay Rao).
Gary começa a ter um relacionamento sexual com Madison, sem revelar sua verdadeira identidade. Para manter a fachada de assassino de aluguel, ele ensina Madison a manusear uma arma, sugerindo que ela mire no coração. Em uma noite, ao saírem de uma boate, eles têm um confronto tenso com Ray (Evan Holtzman), o marido de Madison, que termina com Gary apontando uma arma para afastá-lo. Mais tarde, o casal encontra Jasper, que se mostra desconfiado ao vê-los juntos. Enfurecido, Ray tenta contratar alguém para matar Madison, sem saber que acaba entrando em contato com o próprio Gary.
Ao reconhecer o homem que tentava contratar como o namorado de Madison, Ray decide abandonar a ideia e declara que irá matar Madison com suas próprias mãos. Gary tenta avisar Madison e levá-la para fora de casa, mas ela não acredita nos seus temores, dizendo que Ray não seria capaz de seguir em frente com a ameaça. Mais tarde, Gary descobre que Ray foi morto ao ser atingido por um tiro no coração. Ao confrontar Madison, ela admite o assassinato, o que faz com que ele revele sua verdadeira identidade em um estado de pânico.
Após ser expulso por Madison, Gary volta para a polícia, que revela que as provas contra a mulher estão se acumulando após descobrirem que Ray havia aumentado sua apólice de seguro de vida antes de morrer. Jasper, que sabe sobre o relacionamento entre Gary e Madison e está com inveja por ele ter assumido seu cargo, sugere que Gary tente obter uma confissão dela usando o disfarce de Ron.
Gary retorna à casa de Madison com um microfone escondido e finge interrogá-la, enquanto lhe dá orientações através de mensagens no celular. A encenação convence a polícia de que ela é inocente. No entanto, mais tarde, Jasper aparece na casa da mulher, chantageando-a e exigindo que ela e Gary paguem o dinheiro que Madison herdou do seguro de vida de seu marido. Caso contrário, ele ameaça enviá-los para a prisão pelo assassinato de Ray. Madison droga a bebida de Jasper, fazendo-o desmaiar, e Gary coloca um saco de plástico sobre a cabeça dele, planejando simular sua morte como um suicídio. Após o ato, eles têm relações sexuais na cozinha.
A história avança vários anos; Gary e Madison estão agora felizes e casados, com dois filhos.

## Elenco
- Glen Powell como Gary Johnson
- Adria Arjona como Madison Figueroa Masters
- Austin Amelio como Jasper
- Retta como Claudette
- Sanjay Rao como Phil
- Molly Bernard como Alicia, a ex-esposa de Gary
- Evan Holtzman como Ray, o marido de Madison

## Produção
Antes do Marché du Film de 2022, o filme foi apresentado como uma nova produção disponível para venda internacional. O roteiro, baseado no artigo "Hit Man", escrito por Skip Hollandsworth e publicado na revista Texas Monthly em 2001, foi elaborado por Richard Linklater – que dirigiu – e Glen Powell, que estrelou.
O artigo contava a verdadeira história de Gary Johnson, um professor universitário que trabalhou para a polícia de Houston no final dos anos 1980 e na década de 1990, fingindo ser um assassino de aluguel. Grande parte do restante da trama é fictícia; ele não teve um relacionamento com o alvo de uma operação encoberta e nunca matou ninguém. Johnson faleceu em 2022, e o filme inclui uma dedicatória para ele antes dos créditos finais: "Dedicado a Gary Johnson, 1947 – 2022".
A AGC Studios declarou que muitas produtoras estavam interessadas na compra dos direitos para distribuição internacional do filme durante o Festival Internacional de Cinema de Toronto de 2022. Em outubro de 2022 – após a escalação confirmada de Glen Powell – Austin Amelio, Retta e Molly Bernard também foram escalados para o filme. As filmagens começaram ainda em outubro de 2022 e aconteceram em Nova Orleans. A produção foi finalizada no mês seguinte.

## Lançamento
A estreia do filme aconteceu no 80.º Festival de Cinema de Veneza em 5 de setembro de 2023, seguido posteriormente por sua estreia norte-americana no Festival Internacional de Cinema de Toronto (TIFF) em 11 de setembro de 2023, além de ter sido exibido no Festival de Cinema de Londres em 6 de outubro de 2023.
A Netflix adquiriu os direitos de distribuição do filme por US$ 20 milhões durante o TIFF, marcando o maior acordo de filme do festival e de todo o ano de 2023, com a intenção de lançá-lo nos cinemas também. Nos Estados Unidos, a produção foi distribuída nos cinemas com um lançamento limitado em 24 de maio de 2024, antes de ser disponibilizada para streaming na Netflix a partir de 7 de junho de 2024.
Em Portugal, o filme foi lançado nos cinemas em 30 de maio de 2024, pela Cinemas NOS. No Brasil, a produção foi distribuída nos cinemas em 12 de junho de 2024, pela Diamond Films, e lançada diretamente na Amazon Prime Video em 12 de setembro de 2024.

## Recepção
O filme foi aclamado pela crítica especializada. Ty Burr, em sua crítica para o The Washington Post, deu ao filme 4/4 estrelas, chamando-o de "uma explosão de puro prazer e um dos melhores filmes do ano". Em outra crítica positiva, Alissa Wilkinson, para o jornal The New York Times, descreveu-o como "romântico, sexy, hilário, satisfatório e uma reviravolta genuína para Glen Powell". Wilkinson, juntamente com vários outros críticos, comentou sobre as questões filosóficas levantadas pelo filme. Peter Bradshaw, para o The Guardian, escreveu que as múltiplas identidades assumidas por Gary permitem que tanto o personagem quanto o espectador considerem "a questão de saber se de fato existe um 'eu' verdadeiro, um núcleo irredutível de identidade autêntica que permanece quando todas as imitações ou influências são removidas". Brian Tallerico, para o RogerEbert.com, deu ao filme 3,5/4 estrelas, e também descreveu-o como um "estudo filosófico sobre a capacidade humana de mudança". No entanto, Zachary Barnes, para o The Wall Street Journal, notou uma falta de sutileza, chamando as aulas de filosofia de Gary de "excessivamente óbvias como expressões dos temas do filme". Chris Evangelista, para o /Film, escreveu uma crítica mista na qual descreveu o filme como "esquecível e muitas vezes pouco inspirado", embora tenha elogiado as atuações.
No site agregador de críticas Rotten Tomatoes, 95% das 297 resenhas dos críticos são positivas, com uma classificação média de 8/10. O consenso do site diz: "Um suspense enganadoramente sombrio, mas também repleto de risadas, Hit Man é uma vitrine excepcional para o protagonista Glen Powell – e um dos filmes mais puramente divertidos da carreira de Richard Linklater". O Metacritic, que usa uma média ponderada, atribuiu ao filme uma pontuação de 82 em 100, baseado em 55 críticos, indicando "aclamação universal".

### Bilheteria
Durante sua distribuição nos cinemas, o filme arrecadou US$ 5.348.633 no exterior.

## Prêmios e indicações
| Ano  | Cerimônia                                         | Categoria                                   | Indicado                                                                     | Resultado | Ref.          |
| ---- | ------------------------------------------------- | ------------------------------------------- | ---------------------------------------------------------------------------- | --------- | ------------- |
| 2024 | Astra Midseason Movie Awards                      | Melhor filme                                | "Hit Man"                                                                    | Indicado  | [ 41 ] [ 42 ] |
| 2024 | Astra Midseason Movie Awards                      | Melhor ator                                 | Glen Powell                                                                  | Venceu    | [ 41 ] [ 42 ] |
| 2024 | Astra Midseason Movie Awards                      | Melhor atriz coadjuvante                    | Adria Arjona                                                                 | 2.º Lugar | [ 41 ] [ 42 ] |
| 2024 | Astra Midseason Movie Awards                      | Melhor roteiro                              | Glen Powell & Richard Linklater                                              | 2.º Lugar | [ 41 ] [ 42 ] |
| 2024 | SCAD Savannah Film Festival                       | Prêmio pelo conjunto da obra em roteiro     | Richard Linklater                                                            | Honrado   | [ 43 ]        |
| 2024 | Astra Film Awards                                 | Melhor ator                                 | Glen Powell                                                                  | Indicado  | [ 44 ] [ 45 ] |
| 2024 | Astra Film Awards                                 | Melhor roteiro adaptado                     | Glen Powell & Richard Linklater                                              | Indicado  | [ 44 ] [ 45 ] |
| 2025 | Greater Western New York Film Critics Association | Melhor roteiro adaptado                     | Glen Powell & Richard Linklater                                              | Indicado  | [ 46 ]        |
| 2025 | Globo de Ouro                                     | Melhor ator em comédia ou musical           | Glen Powell                                                                  | Indicado  | [ 47 ]        |
| 2025 | Austin Film Critics Association                   | Melhor filme de Austin                      | "Hit Man"                                                                    | Indicado  | [ 48 ]        |
| 2025 | Prêmios Satellite                                 | Melhor filme de comédia ou musical          | "Hit Man"                                                                    | Indicado  | [ 49 ]        |
| 2025 | Prêmios Satellite                                 | Melhor ator em comédia ou musical           | Glen Powell                                                                  | Indicado  | [ 49 ]        |
| 2025 | Critics' Choice Awards                            | Melhor filme de comédia                     | "Hit Man"                                                                    | Pendente  | [ 50 ]        |
| 2025 | Artios Awards                                     | Filme de comédia de estúdio ou independente | Vicky Boone (diretora de elenco) & Liz Kelley (diretora associada de elenco) | Pendente  | [ 51 ]        |
| 2025 | Writers Guild of America Awards                   | Melhor roteiro adaptado                     | Glen Powell & Richard Linklater                                              | Pendente  | [ 52 ]        |